# Válvula de Tesla

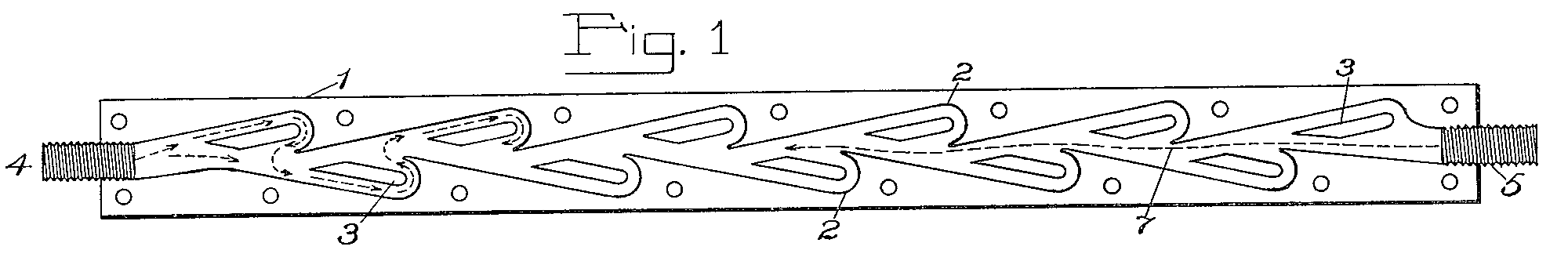
Seção transversal de uma válvula Tesla, exibindo seu design de cavidade, do pedido de patente original.

Uma válvula de Tesla, chamada de conduíte valvular por seu inventor, é uma válvula de retenção passiva de geometria fixa. Permite que um fluido flua preferencialmente em uma direção, sem usar partes móveis. O dispositivo recebeu o nome do inventor Nikola Tesla, que recebeu a Patente E.U.A. 1 329 559 em 1920 por sua invenção. O pedido de patente descreve a invenção da seguinte forma: 

O interior do conduto é dotado de dilatações, reentrâncias, projeções, defletores ou baldes que, embora não ofereçam praticamente nenhuma resistência à passagem do fluido em uma direção, exceto o atrito superficial, constituem uma barreira quase intransponível ao seu fluxo no direção oposta. 
Sem partes móveis, as válvulas Tesla são muito mais resistentes ao desgaste e à fadiga quando comparadas com válvulas comuns, especialmente em aplicações com inversão frequente de pressão, como um pulsojato. 

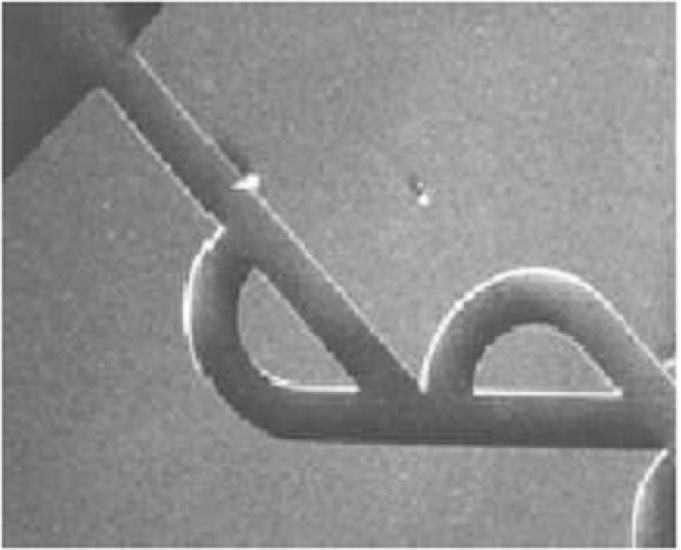
Uma micrografia de uma válvula Tesla em uma microbomba de válvula fixa, com fluxo da direita para a esquerda restrito

A válvula Tesla é usada em aplicações microfluídicas e oferece vantagens como escalabilidade, durabilidade e facilidade de fabricação em uma variedade de materiais.  Também é usada em aplicações macrofluídicas. 